# Dun-le-Palestel
Dun-le-Palestel är en kommun i departementet Creuse i regionen Nouvelle-Aquitaine i de centrala delarna av Frankrike. Kommunen ligger i kantonen Dun-le-Palestel som tillhör arrondissementet Guéret. År 2022 hade Dun-le-Palestel 1 086 invånare.

## Befolkningsutveckling
Antalet invånare i kommunen Dun-le-Palestel
Referens:INSEE